# لایل فاستر
لایل فاستر (انگلیسی: Lyle Foster؛ زادهٔ ۳ سپتامبر ۲۰۰۰) بازیکن فوتبال اهل آفریقای جنوبی است.
وی همچنین در تیم‌های ملی فوتبال زیر ۱۷، ۲۰ ،۲۳ سال و بزرگسالان آفریقای جنوبی بازی کرده‌است.